# 곽영지
곽영지(1959년 11월 20일 ~ )은 의 대한민국의 KBS대전방송총국 기자로 입사 후 총국장 직위까지 올랐으며, 현재 TBN 대전교통방송 사장이다.

## 학력
- 홍성고등학교
- 한남대학교 영어영문학과 학사. (1979학번)
- 한남대학교 언론정보대학원 졸업.

## 경력
- 1987년 14기 KBS대전방송총국 기자 입사
- KBS 청주방송총국 보도제작부장
- KBS 대전방송총국 취재부장
- KBS 대전방송총국 편집부장
- KBS 대전방송총국 보도국장
- KBS 대전방송총국 총국장
- KBS 대전방송총국 심의위원
- TBN 대전교통방송 사장

## 방송진행
- KBS 뉴스 9 대전 (1999 ~ 2002)